# Dean Smith (chính khách Úc)
Dean Anthony Smith (sinh ngày 15 tháng 5 năm 1969) là một chính khách Úc và thành viên Đảng Tự do của Thượng viện Úc từ năm 2012, đại diện cho Tây Úc.
Smith theo học trường tiểu học Mirrabooka và Trường Trung học Phổ thông Mirrabooka, sau đó theo học Đại học Tây Úc, nơi ông tốt nghiệp loại xuất sắc về khoa học chính trị.  Smith gia nhập Đảng Tự do năm 17 tuổi, và sau đó làm cố vấn chính sách cho Thủ hiến Tây Úc Richard Court. Năm 1998, ông là cố vấn cấp cao của Thủ tướng John Howard trong chiến dịch bầu cử liên bang năm 1998 của Coalition. Năm 2010, ông thành lập Smith & Duda Consulting, một công ty vận động hành lang chính trị, và cũng từng là thủ quỹ của chi nhánh nhà nước của Đảng Tự do ở Tây Úc.
Smith được bổ nhiệm vào Thượng viện vào ngày 2 tháng 5 năm 2012 bởi một cuộc họp chung của Quốc hội Tây Úc, để lấp đầy một vị trí trống do cái chết của Thượng nghị sĩ Judith Adams.
Smith là thành viên LGBTI công khai đầu tiên của Quốc hội Úc từ Đảng Tự do, và đã ủng hộ hôn nhân đồng giới ở Úc kể từ cuộc khủng hoảng con tin ở Sydney 2014. Trước đó, ông đã phản đối hôn nhân đồng giới và bỏ phiếu chống lại nó.  Smith đã giới thiệu Dự luật sửa đổi hôn nhân (Định nghĩa và Quyền tự do tôn giáo) năm 2017 lên Thượng viện vào ngày 15 tháng 11 và được Thượng viện thông qua vào ngày 29 tháng 11 năm 2017.
Smith được bổ nhiệm làm Chánh văn phòng Chính phủ Whip tại Thượng viện vào ngày 21 tháng 1 năm 2019.
Smith là thành viên của một số tổ chức chính trị và cộng đồng, bao gồm Tổ chức Quân chủ Lập hiến Úc và Hiệp hội Quốc kỳ Úc.

## Đời tư
Smith là con trai của một cảnh sát và một bà nội trợ và đến từ Mirrabooka. Ông là người đầu tiên trong gia đình ông học đại học. Ông là một người Anh giáo.